# 쇠부엉이

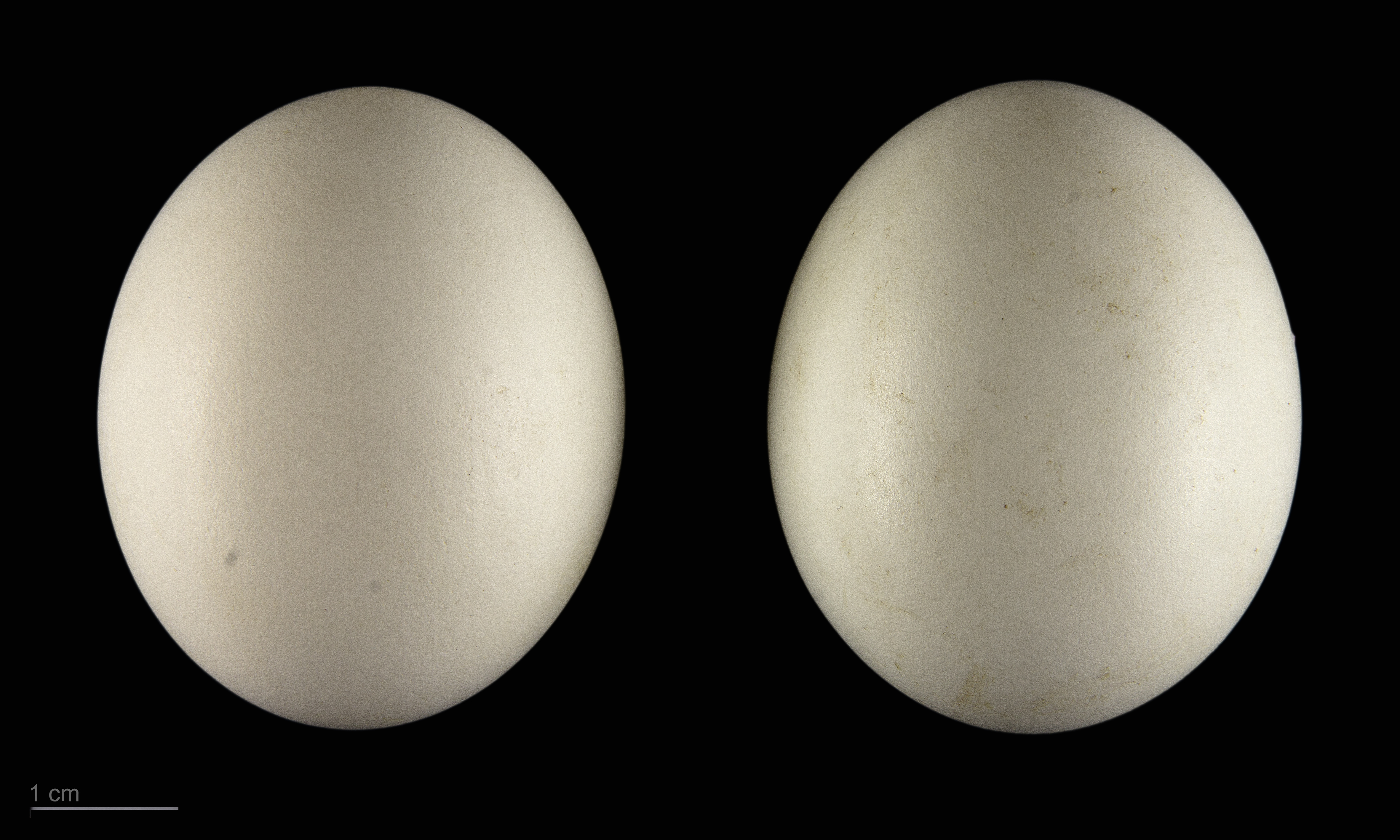
Asio flammeus flammeus

쇠부엉이(Asio flammeus)는 올빼미과의 새이다.
몸길이는 약 38cm로 몸 전체가 황갈색이며 검은색 또는 암갈색의 세로줄 무늬가 있다. 이마에는 작은 귀깃이 있고, 눈은 노란색이다. 탁 트인 평지나 해안가 늪에 서식하며, 저녁부터 활동을 시작하나 다른 부엉이와 달리 낮에도 사냥을 한다. 주로 설치류를 잡아먹는다. 산란기는 4-5월로 흰색 알을 4-8개 낳는다. 유라시아대륙과 북아메리카의 한대와 온대 지역에 폭넓게 분포한다. 한국에서는 겨울에 볼 수 있으며 천연기념물 제324호로 지정하여 보호하고 있다.

## 분포
쇠부엉이는 남극과 오스트레일리아를 제외한 전 대륙에 분포한다. 유럽, 아시아, 북아메리카, 남아메리카, 카리브 제도, 하와이 제도, 갈라파고스 제도에 서식한다.